# Fast Eddie
Fast Eddie (nacido Edwin A. Smith, 20 de enero de 1969 (56 años)) es un productor, disc-jockey y músico estadounidense de música house de Chicago, Illinois. 

## Carrera
Antes de convertirse en productor ya era DJ, estando considerado como uno de los primeros DJs de house.
Logró una gran popularidad durante la época dorada del Chicago house, entre 1986 y 1988. Durante esta época, pinchaba en las emisoras WGCI y WBMX de Chicago. Alrededor de 1986 produjo uno de sus primeros sencillos, en colaboración con Kenny "Jammin'" Jason, titulado "Can You Dance?". En 1987, Eddie publicó nuevos temas de house, como "The Whop", basado en el baile del mismo nombre. Eddie cambió WGCI por WBMX por un corto período de tiempo y posteriormente lo dejó para concentrarse en la producción. En 1988, Eddie alcanzó uno de sus mayores éxitos con "Acid Thunder", publicado en DJ International Label. "Acid Thunder" está considerado un clásico del género acid house. Sin embargo, fue el tema "Hip House" el que realmente le dio popularidad. Gracias a esta producción Eddie popularizó el género hip house (básicamente letras de hip hop sobre beats de house).
Produjo numerosos hits de la lista de éxitos Hot Dance Music/Club Play entre finales de los ochenta y comienzos de los noventa, incluyendo "Git On Up" (feat. Sundance), que pasó una semana en el número uno en 1989, alcanzando el número cuarenta y nuevo en Gran Bretaña.
En 1990 Eddie intentó acercasrse al gangsta rap formando el grupo America's Most Wanted, siendo ampliamente criticado por no haberse mantenido en sus raíces house.
Hacia 1995, Eddie llevó a cabo dos colaboraciones que podrían encuadrarse en el género ghetto house. La primera de ellas se titula "Booty Call" con DJ Sneak y la otra es "Pump It" con DJ Funk. Ambas consiguieron una amplia difusión en las ondas de Chicago.

## Discografía

### Álbumes
- Jack To The Sound (1988)
- Most Wanted (1989)
- Straight Jackin' (1991)
- House Music (2009)